# Vatín
Vatín település Csehországban, a Žďár nad Sázavou-i járásban. Vatín Žďár nad Sázavou, Sazomín, Březí nad Oslavou és Jámy településekkel határos. Lakosainak száma 323 fő (2024. január 1.).

## Népesség
A település lakosságának változását az alábbi diagram mutatja:
| Lakosok száma | 331  | 320  | 330  | 273  | 281  | 335  | 330  | 329  | 317  | 323  |
|               | 1869 | 1900 | 1921 | 1961 | 1980 | 2011 | 2016 | 2019 | 2021 | 2024 |